# بينغشيانغ، قوانغشي
بينغشيانغ (بالصينية: 凭祥市) هي مدينة من مدن الصين  تقع في إقليم قوانغشي.

## المناخ
يظهر الجدول التالي التغييرات المناخية على مدار السنة لبينغشيانغ، قوانغشي:
| البيانات المناخية لـبينغشيانغ، قوانغشي           | البيانات المناخية لـبينغشيانغ، قوانغشي | البيانات المناخية لـبينغشيانغ، قوانغشي | البيانات المناخية لـبينغشيانغ، قوانغشي | البيانات المناخية لـبينغشيانغ، قوانغشي | البيانات المناخية لـبينغشيانغ، قوانغشي | البيانات المناخية لـبينغشيانغ، قوانغشي | البيانات المناخية لـبينغشيانغ، قوانغشي | البيانات المناخية لـبينغشيانغ، قوانغشي | البيانات المناخية لـبينغشيانغ، قوانغشي | البيانات المناخية لـبينغشيانغ، قوانغشي | البيانات المناخية لـبينغشيانغ، قوانغشي | البيانات المناخية لـبينغشيانغ، قوانغشي | البيانات المناخية لـبينغشيانغ، قوانغشي |
| الشهر                                            | يناير                                  | فبراير                                 | مارس                                   | أبريل                                  | مايو                                   | يونيو                                  | يوليو                                  | أغسطس                                  | سبتمبر                                 | أكتوبر                                 | نوفمبر                                 | ديسمبر                                 | المعدل السنوي                          |
| ------------------------------------------------ | -------------------------------------- | -------------------------------------- | -------------------------------------- | -------------------------------------- | -------------------------------------- | -------------------------------------- | -------------------------------------- | -------------------------------------- | -------------------------------------- | -------------------------------------- | -------------------------------------- | -------------------------------------- | -------------------------------------- |
| الدرجة القصوى °م (°ف)                            | 30.2 (86.4)                            | 36.1 (97.0)                            | 35.4 (95.7)                            | 38.6 (101.5)                           | 40.0 (104.0)                           | 37.7 (99.9)                            | 37.8 (100.0)                           | 37.1 (98.8)                            | 36.7 (98.1)                            | 34.6 (94.3)                            | 33.4 (92.1)                            | 30.8 (87.4)                            | 40.0 (104.0)                           |
| متوسط درجة الحرارة الكبرى °م (°ف)                | 17.8 (64.0)                            | 19.2 (66.6)                            | 22.1 (71.8)                            | 27.1 (80.8)                            | 30.7 (87.3)                            | 32.3 (90.1)                            | 32.6 (90.7)                            | 32.4 (90.3)                            | 31.1 (88.0)                            | 28.3 (82.9)                            | 24.4 (75.9)                            | 20.6 (69.1)                            | 26.6 (79.8)                            |
| المتوسط اليومي °م (°ف)                           | 13.6 (56.5)                            | 15.4 (59.7)                            | 18.4 (65.1)                            | 22.9 (73.2)                            | 26.0 (78.8)                            | 27.7 (81.9)                            | 27.9 (82.2)                            | 27.4 (81.3)                            | 26.0 (78.8)                            | 23.0 (73.4)                            | 18.8 (65.8)                            | 15.0 (59.0)                            | 21.8 (71.3)                            |
| متوسط درجة الحرارة الصغرى °م (°ف)                | 10.7 (51.3)                            | 12.7 (54.9)                            | 15.7 (60.3)                            | 19.9 (67.8)                            | 22.6 (72.7)                            | 24.4 (75.9)                            | 24.6 (76.3)                            | 24.3 (75.7)                            | 22.7 (72.9)                            | 19.6 (67.3)                            | 15.2 (59.4)                            | 11.3 (52.3)                            | 18.6 (65.6)                            |
| أدنى درجة حرارة °م (°ف)                          | 1.2 (34.2)                             | 2.6 (36.7)                             | 3.3 (37.9)                             | 9.6 (49.3)                             | 14.1 (57.4)                            | 15.5 (59.9)                            | 19.1 (66.4)                            | 21.6 (70.9)                            | 15.5 (59.9)                            | 9.1 (48.4)                             | 3.5 (38.3)                             | 0.1 (32.2)                             | 0.1 (32.2)                             |
| الهطول مم (إنش)                                  | 37.6 (1.48)                            | 40.0 (1.57)                            | 63.1 (2.48)                            | 94.1 (3.70)                            | 163.3 (6.43)                           | 209.9 (8.26)                           | 203.8 (8.02)                           | 234.0 (9.21)                           | 140.0 (5.51)                           | 72.8 (2.87)                            | 54.9 (2.16)                            | 21.8 (0.86)                            | 1٬335٫3 (52.55)                        |
| متوسط الرطوبة النسبية (%)                        | 80                                     | 82                                     | 82                                     | 80                                     | 78                                     | 80                                     | 80                                     | 82                                     | 81                                     | 80                                     | 79                                     | 77                                     | 80                                     |
| المصدر: China Meteorological Data Service Center |                                        |                                        |                                        |                                        |                                        |                                        |                                        |                                        |                                        |                                        |                                        |                                        |                                        |